# Machmour Chakir
Machmour Chakir (* 12. März 1994) ist ein marokkanischer Leichtathlet, der sich auf den Sprint spezialisiert hat.

## Sportliche Laufbahn
Erste internationale Erfahrungen sammelte Machmour Chakir im Jahr 2019, als er bei den Afrikaspielen in Rabat in der ersten Runde im 100-Meter-Lauf disqualifiziert wurde. 2021 belegte er bei den Arabischen Meisterschaften in Radès in 10,51 s den fünften Platz über 100 Meter und gelangte mit 21,30 s auf Rang vier im 200-Meter-Lauf. Im Jahr darauf wurde er bei den Mittelmeerspielen in Oran mit 20,94 s Vierter über 200 Meter und schied über 100 Meter mit 10,61 s im Vorlauf aus. Anschließend gewann er bei den Islamic Solidarity Games in Konya in 20,63 s die Bronzemedaille über 200 Meter hinter dem Kameruner Emmanuel Eseme und Ramil Guliyev aus der Türkei, während er über 100 Meter mit 10,14 s im Halbfinale ausschied. 2023 verpasste er bei den Arabischen Meisterschaften in Marrakesch mit 10,52 s den Finaleinzug über 100 Meter und belegte über 200 Meter in 21,04 s den fünften Platz. Anschließend siegte er in 20,73 s bei den Panarabischen Spielen in Algier über 200 Meter und sicherte sich in 10,24 s die Silbermedaille über 100 Meter hinter dem Bahrainer Saeed al-Khaldi. Im August belegte er bei den Spielen der Frankophonie in Kinshasa in 10,41 s den fünften Platz über 100 Meter und gelangte mit 20,65 s auf Rang vier über 200 Meter. Im Jahr darauf schied er bei den Afrikaspielen in Accra mit 10,75 s im Halbfinale aus.
In den Jahren 2018 sowie von 2021 bis 2023 wurde Machmour marokkanischer Meister im 100-Meter-Lauf sowie von 2021 bis 2023 auch über 200 Meter.

## Persönliche Bestleistungen
- 100 Meter: 10,23 s (+1,1 m/s), 29. Mai 2022 in Sidi Kacem
- 200 Meter: 20,65 s (−0,3 m/s), 4. August 2023 in Kinshasa